# Перрі Тауншип (округ Фаєтт, Пенсільванія)
Перрі Тауншип (англ. Perry Township) — селище (англ. township) в США, в окрузі Файєтт штату Пенсільванія. Населення — 2338 осіб (2020).

## Демографія
Згідно з переписом 2010 року, у селищі мешкали 2552 особи в 1086 домогосподарствах у складі 771 родини. Було 1211 помешкання
Расовий склад населення:
| - 97,2 % — білих - 1,5 % — чорних або афроамериканців - 0,2 % — азіатів - 0,1 % — корінних американців |

До двох чи більше рас належало 1,1 %. Частка іспаномовних становила 0,2 % від усіх жителів.
За віковим діапазоном населення розподілялося таким чином: 18,4 % — особи молодші 18 років, 63,0 % — особи у віці 18—64 років, 18,6 % — особи у віці 65 років та старші. Медіана віку мешканця становила 47,2 року. На 100 осіб жіночої статі у селищі припадало 99,4 чоловіків;  на 100 жінок у віці від 18 років та старших — 98,2 чоловіків також старших 18 років.
Середній дохід на одне домашнє господарство  становив 62 040 доларів США (медіана — 44 817), а середній дохід на одну сім'ю — 74 488 доларів (медіана — 60 474). Медіана доходів становила 43 580 доларів для чоловіків та 39 097 доларів для жінок. За межею бідності перебувало 14,9 % осіб, у тому числі 28,2 % дітей у віці до 18 років та 6,0 % осіб у віці 65 років та старших.
Цивільне працевлаштоване населення становило 1142 особи. Основні галузі зайнятості: освіта, охорона здоров'я та соціальна допомога — 20,1 %, роздрібна торгівля — 15,7 %, мистецтво, розваги та відпочинок — 13,7 %, виробництво — 11,8 %.